# Adriana Kohútková
Adriana Kohútková (ur. 6 czerwca 1966 w Bratysławie) – słowacka śpiewaczka operowa (sopran).

## Kariera
Absolwentka wydziału wokalnego Akademii Sztuk Scenicznych w Bratysławie (klasa prof. Hany Bandovej). Od 1993 solistka Słowackiego Teatru Narodowego w Bratysławie, gdzie wykonała wiele partii z międzynarodowego repertuaru (m.in. Gilda w Rigoletcie, Konstancja w Uprowadzeniu z seraju, Donna Anna w Don Giovannim, Nedda w Pajacach, Amina w Lunatyczce Belliniego, Violetta w La Traviacie, tytułowa Łucja w Łucji z Lammermooru, Marie w Córce pułku, Tatiana w Eugeniuszu Onieginie). Karierę rozpoczęła jako sopran koloraturowy, by następnie przejść do repertuaru lirycznego i dramatycznego. Z zespołem Słowackiego Teatru Narodowego wystąpiła w Paryżu (Olimpia – Opowieści Hoffmanna) i Japonii (Musetta – Cyganeria). W 1998 wystąpiła w dziesięciu przedstawieniach w Teatrze Wielkim w Genewie w roli Luizy w Zaręczynach w klasztorze Prokofjewa. W związku z sukcesem tej inscenizacji, artystka otrzymała propozycję udziału w dalszych koprodukcjach. Latem 2002 odniosła wielki sukces jako Konstancja w Uprowadzeniu z seraju na festiwalu operowym w Budapeszcie. W listopadzie 2005 z sukcesem wykonała kantatę sceniczną Carla Orffa Carmina burana w Madrycie. W 2006 jej międzynarodowa kariera nabrała tempa. Wystąpiła w Requiem – Oratorio spei Juraja Filasa, które miało światową premierę w Fuldzie. W Lublanie wykonała partię Violetty (La Traviata), a w operze hamburskiej odniosła wielki sukces jako Marie w Córce pułku.
Od kwietnia 2009 występuje w Teatrze Wielkim w Warszawie grając tytułową rolę w Lukrecji Borgii Donizettiego.